# Томмазо Траетта
Томмазо Мікеле Франческо Саверіо Траетта (італ. Tommaso Michele Francesco Saverio Traetta; 30 березня 1727, Бітонто — 6 квітня 1779, Венеція) — італійський композитор, представник неаполітанської оперної школи.  

## Біографія

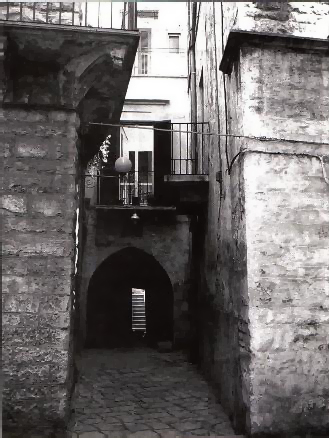
Рідний дім Томмазо Траетти

Навчався в Неаполі у Ніколи Порпора, Франческо Дуранте, Леонардо Лео, закінчив консерваторію Санта-Марія-де-Лорето в 1748 році. У Неаполі ж, в знаменитому театрі Сан-Карло з успіхом дебютував оперою Фарнак в 1751 році. Його опери, написані на лібрето Ґольдоні, Метастазіо, Апостоло Дзено та ін., були поставлені в Римі, Венеції, Мілані, Флоренції, Вероні та ін. Зблизився з Нікколо Йоммеллі та отримав його підтримку. 
З 1759 — композитор при дворі герцога Філіппа Бурбонського в Пармі. На Траетта значно вплинули опери Рамо і Глюка. У 1760-х роках був присутній на постановках своїх опер у Відні і Мангаймі. Після смерті герцога Пармського в 1765 працював у Венеції, з 1769 по 1775 — в Санкт-Петербурзі при дворі Катерини II, де змінив Бальдассаре Ґалуппі. Для петербурзької сцени Траетта переробив деякі зі своїх раніше написаних опер, змінив оркестровку та збільшив роль хору та ансамблів. Потім переїхав до Лондона, але не мав успіху при тамтешньому дворі і перебрався до Венеції, де, втім, теж не зустрів визнання і де через кілька років помер. 
Крім опер, писав церковну музику (ораторії, мотети й ін.).  
Син Філіппо Траетта (1777—1854) — композитор, народився в Венеції, в 1799 виїхав в Америку, в 1801 заснував першу в США вищу музичну школу в США — Американську консерваторію в Бостоні, в 1828 — таку ж у Філадельфії. Написав першу американську оперу The Venetian Maskers. Помер у Філадельфії 
. 

## Вибрані опери
- Farnace (Неаполь, 1750)
- I pastori felici (Неаполь, 1 753)
- Ezio (Рим, 1753)
- Le nozze contrastate (1754)
- Buovo d'Antona (Флоренція, 1 756)
- Іполит і Аріс / Ippolito e Aricia (Парма, 1759)
- Іфігенія в Тавриді / Ifigenia in Tauride (Відень, 1759)
- Stordilano, principe di Granata (1760)
- I Tindaridi (Парма, 1760)
- Арміда / Armida (Відень, 1760)
- Софонісба / Sofonisba (Мангайм, 1761)
- La francese a Malaghera (1762)
- Alessandro nell'Indie (Реджо-нель-Емілія, 1762)
- Покинута Дідона / Didone abbandonata (1764)
- Semiramide riconosciuta (1765)
- La serva Rivale (1767)
- Amore in trappola (1768)
- Безлюдний острів / L'isola disabitata (1 769)
- L'Olimpiade (1770)
- Антігона / Antigona (Санкт-Петербург, 1772; в 2011 виконана в Берліні Академією старовинної музики під керуванням Рене Якобса — див.: [Архівовано 21 січня 2012 у Wayback Machine.])
- Germondo (Лондон, 1776)
- Il cavaliere errante (1777)
- La disfatta di Dario (1778)
- Artenice (1778)